# Ioan Russu-Şirianu
Ioan Russu-Şirianu (1864-1909) fue un periodista, publicista y escritor rumano.

## Biografía
Nació en 1864 en Şiria. Publicista, estudió en Arad y luego marchó a Bucarest y fue profesor y editor de Românul hasta 1891. Después, partió a Sibiu, donde fundó Foaia Poporului. Condenado en tres ocasiones por delitos de prensa, estuvo en las prisiones de Sibiu, Cluj y Segedin, de 1893 a 1894. Entre sus publicaciones se encontraron títulos como Moara din vale. Falleció el 12 de diciembre de 1909 en Bucarest.